# Região Geográfica Intermediária de Mossoró
A Região Geográfica Intermediária de Mossoró é uma das três regiões intermediárias do estado brasileiro do Rio Grande do Norte e uma das 134 regiões intermediárias do Brasil, criadas pelo Instituto Brasileiro de Geografia e Estatística (IBGE) em 2017. É composta por 68 municípios, distribuídos em três regiões geográficas imediatas.
Sua população total estimada pelo Instituto Brasileiro de Geografia e Estatística (IBGE) para 28 de agosto de 2020 é de 987 155 habitantes, distribuídos em uma área total de 25 030,680 km².
Mossoró é o município mais populoso da região intermediária, com 300.618 habitantes, de acordo com estimativas de 2020 do Instituto Brasileiro de Geografia e Estatística (IBGE).

## Regiões geográficas imediatas
| Região geográfica imediata                   | Municípios | População Estimativa 2020 | Área (km²) |
| -------------------------------------------- | --- | ------------------------- | ---------- |
| Região Geográfica Imediata de Mossoró        | Apodi Areia Branca Baraúna Campo Grande Caraúbas Felipe Guerra Governador Dix-Sept Rosado Grossos Itaú Janduís (Rio Grande do Norte) Messias Targino Mossoró Rodolfo Fernandes Serra do Mel Severiano Melo Tibau Upanema | 506 305                   | 10 924,339 |
| Região Geográfica Imediata de Pau dos Ferros | Água Nova Alexandria Almino Afonso Antônio Martins Coronel João Pessoa Doutor Severiano Encanto Francisco Dantas Frutuoso Gomes João Dias José da Penha Lucrécia Luís Gomes Major Sales Marcelino Vieira Martins Olho-d'Água do Borges Paraná Patu Pau dos Ferros Pilões Portalegre Rafael Fernandes Rafael Godeiro Riacho da Cruz Riacho de Santana São Francisco do Oeste São Miguel Serrinha dos Pintos Taboleiro Grande Tenente Ananias Umarizal Venha-Ver Viçosa | 239 595                   | 4 819,904  |
| Região Geográfica Imediata de Açu            | Assu Afonso Bezerra Alto do Rodrigues Angicos Carnaubais Fernando Pedroza Guamaré Ipanguaçu Itajá Lajes Macau Paraú Pendências Porto do Mangue Santana do Matos São Rafael Triunfo Potiguar | 241 255                   | 9 286,437  |
| Total                                        | 68 | 987 155                   | 25 030,680 |